# おしゃれスパイ危機連発
『おしゃれスパイ危機連発』（Caprice）は1967年のアメリカ合衆国の映画。出演はドリス・デイやリチャード・ハリスなど。
本作は『電撃フリント・アタック作戦』と共に、シネマスコープで撮影された最後の映画となった。

## キャスト
※括弧内は日本語吹替（初回放送1971年12月20日『月曜ロードショー』）
- パトリシア・フォスター：ドリス・デイ（ペギー葉山）
- クリストファー・ホワイト：リチャード・ハリス（岸田森）
- スチュアート・クランシー：レイ・ウォルストン（川久保潔）
- マシュー・カッター：ジャック・クルーシェン（塩見竜介）
- ジェイソン・フォックス：エドワード・マルヘアー
- マダム・ピアスコ：リリア・スカラ
- バーニー：マイケル・J・ポラード
- スー・リング：アイリーン・ツー
- マンディ：リサ・シーグラム

## スタッフ
- 監督：フランク・タシュリン
- 製作：アーロン・ローゼンバーグ、マーティン・メルチャー
- 脚本：フランク・タシュリン、ジェイ・ジェイソン
- 撮影：レオン・シャムロイ
- 編集：ロバート・L・シンプソン
- 音楽：フランク・デ・ヴォール